# Rita Fan
Rita Fan Hsu Lai-tai (in cinese 范徐麗泰S; Shanghai, 20 settembre 1945) è una politica hongkonghese.

## Biografia
È sposata con Stephen Fan Sheung-tak e ha due figli (una figlia e un figlio).

### Formazione e qualifiche
Rita Fan ha frequentato il St. Stephen's Girls 'College di Hong Kong dal 1952 al 1964. Ha seguito la formazione all'Università di Hong Kong. Lì ha conseguito il Master of Social Science in Psychology (1970-1973), il Certificate in Personnel Management (1969-1971) e il Bachelor of Science in Chemistry and Physics (1964-1967).

## Carriera politica

### Attività attuali
È deputata di Hong Kong al Congresso nazionale del popolo della Repubblica Popolare Cinese e presidente dell'organo amministrativo dell'Associazione di riunificazione di Hong Kong con la Cina e consulente della Federazione delle donne di Hong Kong.

### Attività precedenti
Dal 1998 al 2000 è stata Presidente del Primo Consiglio legislativo. Dal 1997 al 1998 ha ricoperto la stessa posizione nel Consiglio legislativo provvisorio.
È stata deputata di Hong Kong dal 1998 al 2003 al IX Congresso nazionale del Popolo della Repubblica Popolare Cinese.